# Alberto García Carpizo
Alberto Jorge García Carpizo (Guadalajara, Jalisco; 26 de septiembre de 1993) es un futbolista mexicano. Juega como delantero y actualmente se encuentra en el Querétaro Fútbol Club de la Liga MX. Es hijo del exfutbolista Alberto García Martínez y hermano de Brian García.

## Trayectoria
Lo debutó Ángel David Comizzo el 14 de abril de 2012 con el Querétaro F. C. Entró en el minuto 86 y en el primer balón que tocó anotó el gol del empate definitivo.
Llegó al Atlante F. C. para el Clausura 2013. Para el Apertura 2014 durante el régimen de transferencias del Ascenso MX se da a conocer su llegada al Club Deportivo Guadalajara.
Tras no tener minutos de juego, Chivas no compra los derechos del jugador, y pasa a préstamo al Club América.

## Clubes
| Club                       | País   | año           |
| -------------------------- | ------ | ------------- |
| Querétaro Fútbol Club      | México | 2012          |
| Atlante FC                 | México | 2013 - 2014   |
| Club Deportivo Guadalajara | México | 2014 - 2015   |
| Club América               | México | 2015          |
| Leones Negros de la UdeG   | México | 2016          |
| Tampico Madero Fútbol Club | México | 2016          |
| Tampico Madero Fútbol Club | México | 2018          |
| Tampico Madero Fútbol Club | México | 2019 - 2020   |
| Club Irapuato              | México | 2020          |
| Querétaro Fútbol Club      | México | 2023          |
| Toluca FC                  | México | 2023-presente |